# Мазепинка

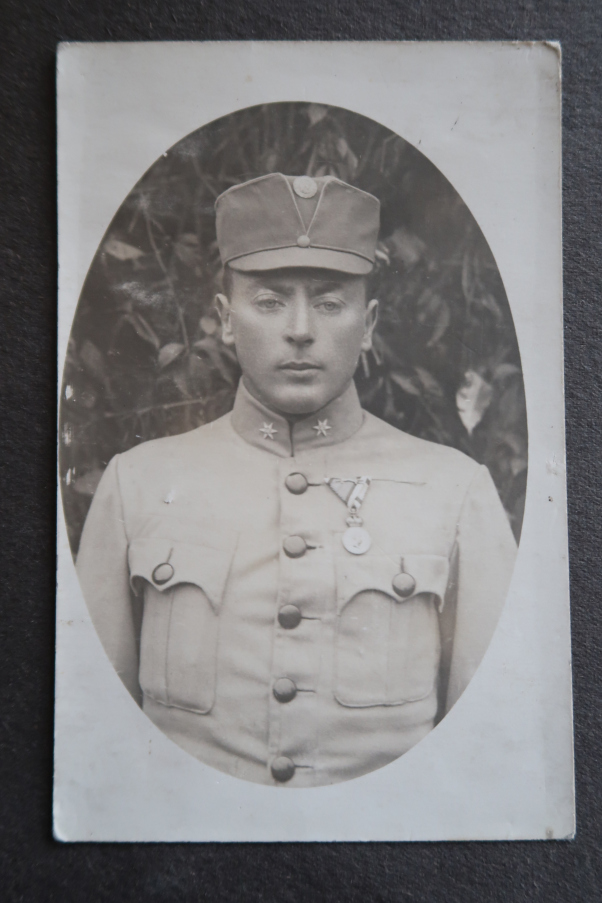
Офіцер УГА Петро Франко у мазепинці (1918)

Мазепи́нка — головний убір українських військовиків, що належали до Українських Січових Стрільців та Української Галицької армії, пізніше Карпатської Січі та УПА, з 2015 — елемент уніформи Збройних сил України.
Характерною ознакою є клиноподібний розріз спереду. Така особливість з'явилась на теренах Речі Посполитої в епоху Сарматизму, і як і інші елементи одягу, імовірно була запозичена у східних народів. Зокрема його можна зустріти на традиційних середньоазійських ковпаках та відомій гравюрі «Російське посольство до імператора Священної Римської імперії Максиміліана II в Регенсбурзі» 1576 р. В середині XVII ст. була зафіксована на відомій карті Боплана, та була притаманна козацько-шляхетським головним уборам другої половини XVII століття.

## Історія
В середині XIX ст. однією із форм польських маніфестаційних акцій було вбирання національного історичного одягу, зокрема шапок-«конфедераток» («рогатівок»). Через історичну спільність річпосполитської одежі, а також політичних поглядів останні також були популярні і серед руського населення. Так зокрема вихованці греко-католицької семінарії у Львові використовували конфедератки проте з синьою смугою напротивагу червоній польській. Але внаслідок польсько-українського антагонізму вже досить скоро він став стійко асоціюватись з польським національним рухом. В некролозі колишнього студента семінарії і відомого моквофільського діяча о. Івана Наумовича згадується пов'язаний з цим момент:
|  | Там застав Ивана Наумовича рік 1848. Він був тогдї запалений патріот польскій — хоч богато товаришів єго були щирими Русинами — і маніфестував ся яко революціоніст польскій. За те виключено єго з семинарії. Відома річ, що Иван Наумович в конфедератцї витав за рогачкою Городецкою польских революціонерів-вязнів, котрі вертали з Куфштайна і Шпільберґа, і він разом з другими випрягши конї, сам запряг ся у віз і так тягнув бувших вязнїв у місто. Що спонукало Ивана Наумовича незадовго змінити свої пересвідченя і з патріота польского перемінити ся в Русина, — се річ невияснена. В Залїщиках на мостї мав якійсь селянин зірвати єму конфедератку з голови і кинути в Днїстер з словами: "Там твоя Польща!" — і кажуть, що се єго навернуло. |

Дана ситуація призвела галицьких русинів до пошуку альтернативи. Сучасник Остап Терлецький згадував:
|  | Очевидно і руська молодіж хотіла убирати ся по-свому, але як? От над чим ломали собі громадяни доволі довго голову. Замість Костюшка або срібного орла польського можна було причепити собі золотого руського льва, але що далі? Конець кінцем увійшло в звичай убирати ся „по-козацьки“, „по-українськи“. З України прийшов до Галичини весь рух літературний, отже з України мусіли прийти і моделї національної одежі. Мережана сорочка, широкі сині шаровари, „українська“ свита звичайно з кутасом і козацька шапка з аксамітним дном і золотим кутасом, шовковий пояс синьо- або червоно-золотий і такий же „жупан“, — такий виробився з часом народний спосіб убираня». |

Козацький костюм — так як його уявляли собі народовці, вбирався насамперед для маркування альтернативної до польської — руської ідентичності, а також для підкреслення історичного зв'язку Галичини із Наддніпрянщиною. Нагодою для демонстрації національного вбрання ставали так звані «руські бали», що від 1862 р. проводилися у Львові та головних містах Галичини. Майже одночасне «костюмне козакофільство» у той же час проявилося і в підросійській Україні. Проте вже в 1860-х років козакофільство помітно втратило популярність серед народовців у зв'язку із поширенням критичних позитивістських підходів, народницьких засад, концепцій «органічної праці». Нова хвиля популярності козакофільства піднялася уже на зламі ХІХ — ХХ століть, у зв'язку із зародженням українського січового руху. На той час козацьке минуле стало уже масово сприйматися як національна традиція українців Галичини. Газета Діло за 24 березня 1892 року так про це повідомляло:
|  | Руска молодїж у Львові починає носити козацкі шапки і вже досить часто лучає ся стрітити студента в такій шапцї. Товчок до ношеня шапок національних дала молодїж польска, убравши ся сего року в свои "баторівки". Як відомо з вчерашної дописи з Станиславова, уже й там [а може і по инших містах провінціяльних] молодїж руска починає носити шапки козацкі. |

1916 року Левко Лепкий розробив новий головний убір для УСС базуючись на козацьких традиціях, який був затверджений Одностроєвою комісією Легіону Українських Січових Стрільців (отаман Василь Дідушок, сотник Дмитро Вітовський та інші) 1916 року. Спереду на головному уборі січових стрільців була кокарда, на якій зображені два леви на скелі й напис «УСС. 1914».
В документі Української Галицької армії за 30 квітня 1919 року «мазепинка» описується, як восьмиклинка, в основі околиша якої спереду клиноподібний розріз.
Український політичний діяч Михайло Горинь, відбуваючи в 1971 році в Мордовській АРСР термін за участь у дисидентському русі, перешив табірну шапку в мазепинку. Вона була розпорота під час обшуку і в такому вигляді зберігалася в родині.

## Сучасність

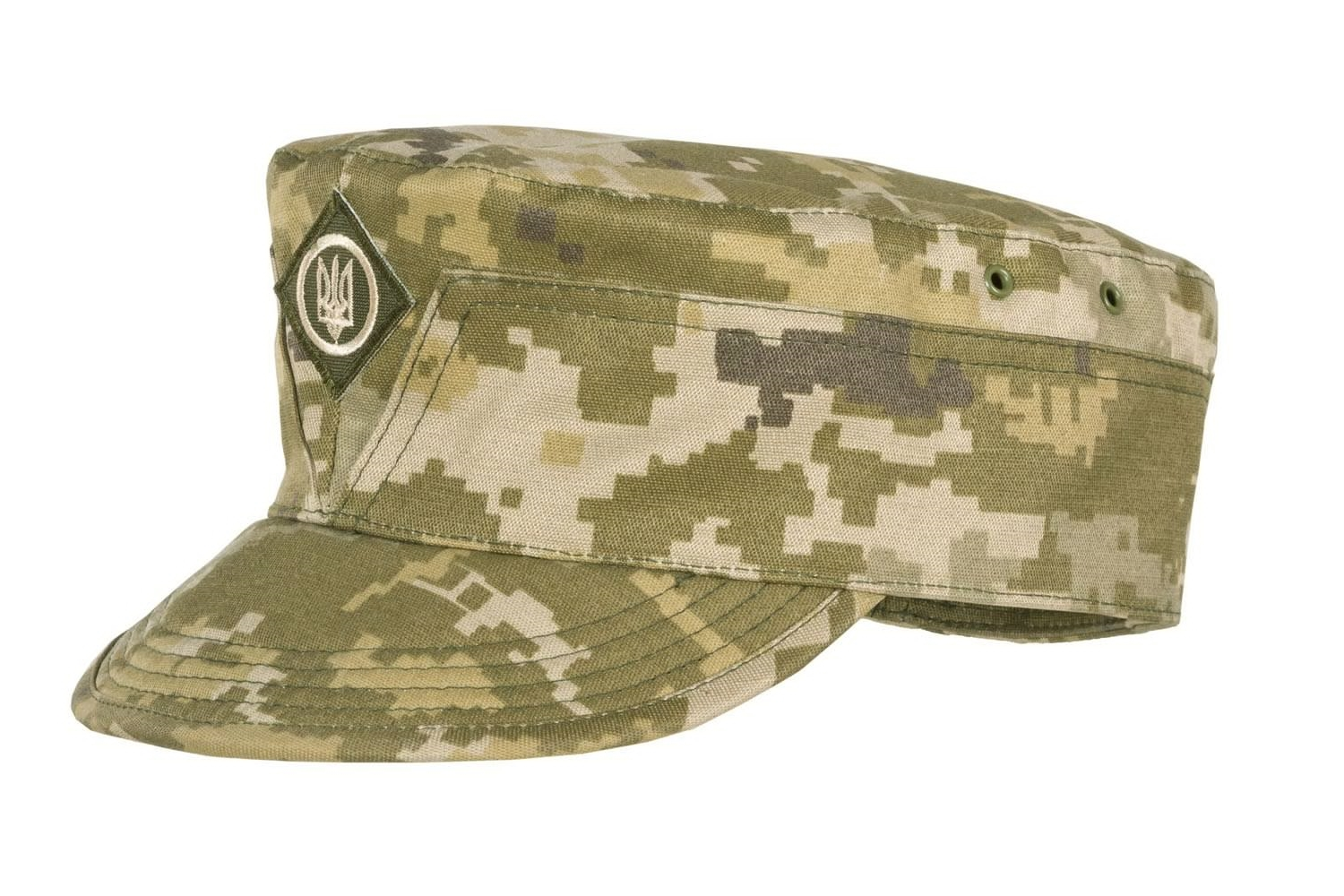
Сучасна мазепинка ЗСУ з камуфляжем ММ-14 (з 2015)

У першій половині 1990-х схожі на мазепинку головні убори випробовувалися в українській армії, але так і не були прийняті.
Після початку російсько-української війни в Україні почалося відродження національного військового однострою, зокрема — мазепинки. Групою волонтерів було створено новий комплект військової форми. До нього увійшла і сучасна мазепинка.
20 квітня 2015 Міністерство оборони прийняло мазепинку як польовий кашкет Збройних сил України.